# Peter Schünemann (Schriftsteller)
Peter Schünemann (* 25. April 1930 in Hamburg; † 1. Februar 2022 ebenda) war ein deutscher Schriftsteller, der unter anderem zahlreiche Hörspiele und Autorenmonografien verfasst hat.

## Leben
Peter Schünemann war der älteste Sohn der Lyrikerin Lotte Schünemann-Killian (1898–1975) und des Kaufmanns Franz Rudolf Schünemann (1897–1977). Er hatte einen Bruder und eine Schwester. Im Sommer 1943 zog die Mutter mit den drei Kindern aus dem durch Bombenangriffe (Operation Gomorrha) weitgehend zerstörten Hamburg nach Überlingen. Peter Schünemann verbrachte seine restliche Schulzeit am Bodensee. Später war er als Verlagsbuchhändler und als Verlagslektor in München tätig. Für den Rundfunk verfasste er zunächst viele Hörspiele, später literaturgeschichtliche Sendereihen. Für seine Leistungen im Hörfunkjournalismus erhielt er 1965 einen Hörfunkpreis, den Kurt-Magnus-Preis der ARD. Er schrieb zahlreiche Monografien und Erzählungen über Dichterpersönlichkeiten. Schünemann war von 1993 bis 2013  Mitglied der Deutschen Akademie für Sprache und Dichtung. Er lebte als freier Schriftsteller in der niedersächsischen Stadt Otterndorf und zuletzt wieder in Hamburg. Er war verheiratet und hatte zwei Töchter.

### Themenkreis „Biografie“
Viele Texte Schünemanns befassen sich mit dem Themenkreis Biografie. Er verfasste neben den Autorenmonografien über Gottfried Benn, Georg Heym, Georg Trakl und Robert Walser auch zahlreiche erdachte Lebensbilder von Dichtern; ebenso beschäftigte er sich mit dem Thema in literaturwissenschaftlichen Zeitschriften. In den fiktionalen Porträts sind die Dichter unter außergewöhnlichen Titeln zu finden, die auch den kurzen Zeitabschnitt andeuten, der behandelt wird: Friedrich Hölderlin als Magister, Georg Trakl als der Medikamentenakzessist sowie Arthur Rimbaud als Handelsagent. Nur das Frontispiz des Buches Die Nacht klärt auf, dass mit dem Ich-Erzähler Heinrich von Kleist gemeint ist, dessen letzte Lebensstunden hier thematisiert werden. Die literaturwissenschaftlichen Monografien bringen in sehr gedrängter Form psychologische, künstlerische und historische Betrachtungsweisen zu den Porträtierten, doch tragen sie, meint das Kritische Lexikon zur deutschsprachigen Gegenwartsliteratur, deren „literarischen und lyrischen Werken wohl zu wenig Rechnung“. Über die für den „Nicht-Literaturwissenschaftler“ nicht immer einfach zu lesenden Texte von Schünemanns Dichterbiografien urteilt das Lexikon, es befände sich in ihnen „in dichter Sprache verwahrt: ein Weltbild, das dechiffriert werden muß wie ein Photonegativ, entstanden aus vielfältigen Überblendungen von Geistesgeschichte und Einzelschicksal“.

### „Spur des Vaters“
Beachtung fand Schünemanns Buch Spur des Vaters (2001), das fünf Schriftsteller-Porträts enthält und in dem er darzulegen versuchte, welche Spuren die Väter von Johann Wolfgang von Goethe, Gottfried Benn, Gotthold Ephraim Lessing, Thomas Mann und Sigmund Freud in den literarischen Arbeiten der Söhne hinterlassen haben. Der jeweilige Ausgangspunkt ist für Schünemann nicht einfach nur die Gestalt des Vaters, „sondern sein Tod, der hier immer zugleich der – imaginäre, befürchtete oder ersehnte – Tod des Vater Gottes ist“. In diesen Essays werden Leben und Sterben als ineinander verflochtene Vorgänge dargestellt, sprachlich sehr verdichtet und versetzt mit kenntnisreichen psychologischen, literarischen und biografischen Details, deren Überfülle aber auch Kritik hervorrief. Der Autor versuche „häufig, Synthesen herbeizuführen, indem er mehrere Metaphern oder Bilder ineinander fügt. Im Zusammenwirken mit anderen stilistischen Eigenheiten: sperrigen Parenthesen, überflüssigen Reihungen, Parallelismen, mehrfachen Attribuierungen, führt die Tendenz zur Metaphorisierung zu einer ‚Poetisierung‘ des Themas, wodurch sich die Texte fast zwangsläufig von ihrem meist erfreulich klar definierten Ausgangspunkt entfernen. So manche Passage bleibt deshalb unverständlich, weil sie syntaktisch und inhaltlich überladen ist“.

## Zitat
- „Man ermittle die Bilder nicht mehr, sondern reihe die tausend Spiegel aneinander, in denen sie sich gebrochen hätten, durchschneide die abertausend Augäpfel, die auf ihren Ursprung gestarrt, ihn gemalt, in zerbrechliche Noten gesetzt, zuboden geschrieben hätten.“[10]

## Werke

### Bücher und Tonträger
- Brief aus dem Meer. Erzählungen. Brinkmann & Bose, Berlin 2012. ISBN 978-3-940048-13-4
- Wenn die Erinnerung kommt. Saul Friedländer. Textauswahl von Peter Schünemann. (Lesung. 2 CDs und Booklet). Beck, München 2007. ISBN 978-3-406-56677-6
- Scardanellis Gedächtnis. Beck, München 2007. ISBN 978-3-406-56369-0
- Dunkles Bild. Drei Erzählungen & ein Essay. Hanser, München und Wien 2005. ISBN 3-446-20684-1
- Bleib bei mir, mein Herz, im Schattenland. Gedichte über Liebe und Tod. (Hrsg.) Beck, München 2005. ISBN 3-406-52915-1
- Spur des Vaters. Fünf Essays. Aisthesis, Bielefeld 2001. ISBN 3-89528-331-2
- Vergessensschuld. Vortrag bei einer Gedenkveranstaltung für die Opfer des Nationalsozialismus am 27. Januar 2000 in Darmstadt. In: Deutsche Akademie für Sprache und Dichtung. Jahrbuch 2000. Sonderdruck. Wallstein, Göttingen 2000
- Wiederholte Spiegelungen. Elf Essays um Goethe & andere. Klöpfer und Meyer, Tübingen 1998. ISBN 3-931402-30-4
- Unwandelbar G. Ein Lesebuch zu Goethes Leben in zwölf Kapiteln. (Hrsg.) Beck, München 1998. ISBN 3-406-42079-6
- Zenons Spur. Novelle. Kleinheinrich, Münster 1996. ISBN 3-930754-15-0
- Lauter Abschiede. Ein Lesebuch. (Hrsg.) Beck, München 1996. ISBN 3-406-39275-X
- Jüdisches Erzählen. (Hrsg.) dtv, München 1993. ISBN 3-423-11767-2
- Erzählte Welt. Deutsche Prosa aus 250 Jahren. (Hrsg.) dtv, München 1992. ISBN 3-423-11620-X
- Die Nacht. Aisthesis, Bielefeld 1992. ISBN 3-925670-57-2
- Robert Walser. Colloquium-Verlag, Berlin 1989. ISBN 3-7678-0735-1
- Georg Trakl. Beck, München 1988. ISBN 3-406-32903-9
- J. A. Rimbaud. Handelsagent. Brinkmann u. Bose, Berlin 1986. ISBN 3-922660-18-5
- Georg Heym. Beck, München 1986. ISBN 3-406-31609-3
- Zwieland. Erdachte Szenen aus Büchners Biographie. Classen, Zürich und Stuttgart 1984. ISBN 3-7172-0333-9
- Der Magister. Erdachte Szenen aus Hölderlins Biographie. 1982. ISBN 3-7172-0312-6
- Der Medikamentenakzessist. Erdachte Szenen aus einer Biographie. Classen, Zürich und Stuttgart 1981. ISBN 3-7172-0302-9
- Gegengedächtnis. Erzählungen. Fink, München 1980. ISBN 3-7705-1931-0
- Gottfried Benn. Beck, München 1977. ISBN 3-406-06268-7

### Hörspiele
Unter den 29 Hörspielen, die Peter Schünemann schrieb und die gesendet wurden, befinden sich unter anderem:
- 1977: Mondfall. Radio Bremen
- 1976: Anton Reiser. (Nach Karl Philipp Moritz; in vier Teilen). Norddeutscher Rundfunk
- 1974: Biographie aus dem Niemandsland. Norddeutscher Rundfunk
- 1972: Gegenstimme. Hessischer Rundfunk
- 1970: Wildnis der Zeiger. Radio Bremen
- 1967: Ithaka oder Die Finsternis. Saarländischer Rundfunk
- 1965: Falle der Dämmerung. Deutschlandfunk

### Übersetzung
- William Faulkner: Als ich im Sterben lag. Roman. Aus dem Amerikanischen. Frankfurt, Suhrkamp 1963